# Rosario (Cavite)
Rosario is een gemeente in de Filipijnse provincie Cavite. Bij de laatste census in 2007 had de gemeente ruim 94 duizend inwoners.

## Geografie

### Bestuurlijke indeling
Rosario is onderverdeeld in de volgende 20 barangays:
| - Bagbag I - Bagbag II - Kanluran - Ligtong I - Ligtong II - Ligtong III - Ligtong IV - Muzon I - Muzon II - Poblacion | - Sapa I - Sapa II - Sapa III - Sapa IV - Silangan I - Silangan II - Tejeros Convention - Wawa I - Wawa II - Wawa III |

## Demografie
Rosario had bij de census van 2007 een inwoneraantal van 94.228 mensen. Dit zijn 20.563 mensen (27,9%) meer dan bij de vorige census van 2000. De gemiddelde jaarlijkse groei komt daarmee uit op 3,45%, hetgeen hoger is dan het landelijk jaarlijks gemiddelde over deze periode (2,04%). Vergeleken met de census van 1995 is het aantal mensen met 40.142 (74,2%) toegenomen.

De bevolkingsdichtheid van Rosario was ten tijde van de laatste census, met 94.228 inwoners op 38,16 km², 2469,3 mensen per km².

## Geboren in Rosario
- Alejandro Abadilla (10 maart 1906), dichter en schrijver (overleden 1969).